# José Gagliardi Schiaffino
José Gagliardi Schiaffino (San Vicente de Cañete, 2 de febrero de 1916 - Lima, 11 de junio de 2000) fue un Teniente General de la Fuerza Aérea del Perú y político peruano. Ministro de Trabajo y Asuntos Indígenas (1962-1963); de Aeronáutica (1967-1968 y 1980-1981); y del Interior (1981-1983).

## Biografía
Hijo de Santiago Gagliardi Tosso y Teresa Schiaffino Simonetti.
Cursó su educación primaria en su ciudad natal y la secundaria en Lima, en el Colegio Santo Tomás de Aquino.
El 24 de marzo de 1936 ingresó a la Escuela de Oficiales de la Fuerza Aérea en Las Palmas. Al año siguiente fue becado a la Academia de Caserta en Italia. En 1940 egresó como alférez de aeronáutica, en la especialidad de piloto de caza. Se perfeccionó en la academia de guerra aérea de la Fuerza Aérea del Perú y se graduó como piloto aéreo naval de la marina de los Estados Unidos.
Prestó diversos servicios en la FAP y en el transcurso de los años ascendió hasta el alto grado de Teniente General.
Fue comandante del escuadrón de Caza N.º 11 acantonado en Talara y viajó en comisión a los Estados Unidos para traer al material aeronáutico adquirido por el gobierno peruano.
En 1949 fue nombrado jefe de la Primera Sección del Estado Mayor General. Fue sucesivamente comandante del escuadrón de Entrenamiento;  jefe de Instrucción de la Escuela de Oficiales en Las Palmas; director de la Escuela de Oficiales de Aeronáutica; Director de Personal del Estado Mayor General; Director de la Escuela de Suboficiales; Jefe del Estado Mayor del Centro de Instrucción Aeronáutica en Las Palmas; Comandante de la Fuerza Aérea de los Servicios; y Director de Operaciones del Estado Mayor General de la FAP.
Entre 1962 y 1963 fue ministro de Trabajo y Asuntos Indígenas, en el gobierno de la Junta Militar presidida sucesivamente por Ricardo Pérez Godoy y Nicolás Lindley López. Luego se desempeñó como agregado aeronáutico de la Embajada del Perú en los Estados Unidos.
De regreso al Perú en 1965, fue nombrado subjefe del Estado Mayor General de la FAP. El 1 de enero de 1966 ascendió a teniente general y fue promovido a jefe del Estado Mayor General de la FAP. El 30 de junio de 1966 fue nombrado comandante general de la FAP. Por esa época presidió la comisión que viajó a Francia para inspeccionar los aviones Mirage III E, adquiridos por el gobierno peruano para renovar su flota aérea de guerra.
El presidente Fernando Belaúnde Terry, en su primer gobierno, lo convocó para ser parte de su gabinete ministerial, en el despacho de Aeronáutica, cargo que ejerció de 7 de septiembre de 1967 a 3 de octubre de 1968, cuando se produjo el golpe de Estado del general Juan Velasco Alvarado. Condenó enérgicamente este atentado contra la democracia y acompañó hasta la Prefectura al primer ministro Miguel Mujica Gallo, considerándose preso junto con los demás ministros detenidos, pese a que los golpistas le quisieron dar un trato especial. Fue conducido al cuartel de El Potao. Poco después, a su solicitud, el gobierno militar le dio su pase al retiro.
Restaurada la democracia el 28 de julio de 1980, con la segunda presidencia de Belaunde, este le confió nuevamente el Ministerio de Aeronáutica, cargo que desempeñó hasta el 30 de octubre de 1981, cuando pasó al despacho del Interior, en reemplazo del dimitente José María de la Jara y Ureta, función que desempeñó hasta el 3 de enero de 1983.
Durante su gestión como ministro de aeronáutica ocurrió el conflicto del Falso Paquisha (1981), donde la FAP tuvo un papel importante en la defensa de la soberanía peruana.
En su periodo como ministro del Interior, tuvo que afrontar la actividad creciente de los terroristas de Sendero Luminoso y la ola de delincuencia común. Un suceso resonante ocurrió en marzo de 1982: el asalto de un comando senderista a la cárcel de Huamanga, para liberar a sus correligionarios presos, acción en la que murieron dos guardias civiles. Este hecho originó la represalia de un grupo de policías, que mataron a cuatro prisioneros senderistas que se hallaban internados en un hospital público de dicha ciudad. Gagliardi quiso entonces renunciar a su cargo de ministro del Interior, pero su viceministro Héctor López Martínez lo disuadió, permaneciendo hasta el fin de dicho año, cuando presentó su renuncia, junto con los demás ministros. Luego, pasó a ser miembro del Consejo Consultivo de la FAP.